# Musée de la révolution islamique et de la défense sacrée
Le musée national de la Révolution islamique et de la Défense sacrée (en persan : موزه ملی انقلاب اسلامی و دفاع مقدس, Muze-ye Melli-e enghelab-e islami ve defā'e moghaddas) est un musée militaire situé dans le quartier d'Abbas Abad à Téhéran, en Iran. Il est officiellement consacré à la guerre Iran-Irak (1980-1988), connue en Iran sous le nom de « guerre imposée » (en persan : جنگ تحمیلی, Jang-e-tahmili) ou « Défense sacrée » (en persan : دفاع مقدس, Defā'e moghaddas).
Inauguré en 2012 par la municipalité de Téhéran, le Musée de la révolution islamique et de la défense sacrée, d'une superficie de 205 000 m2, comporte sept sections consacrées à la guerre Iran-Irak, mais aussi plus largement à l’histoire contemporaine de l’Iran. La première salle est une galerie de portraits de responsables politiques ou religieux. Les autres salles reviennent sur les bombardements (évoquant la prise de Khorramshahr par l'armée irakienne le 24 octobre 1980), les figures des « martyrs », la mobilisation de la population pendant la guerre, etc. Le parcours se termine sur l'évocation du programme nucléaire de l'Iran.
L'esplanade du musée comporte également des objets liés à la guerre, et des bustes de « martyrs ».
En 2018, le musée revendique « plus de 300 000 visiteurs » par an, selon son directeur-adjoint.

## Galerie

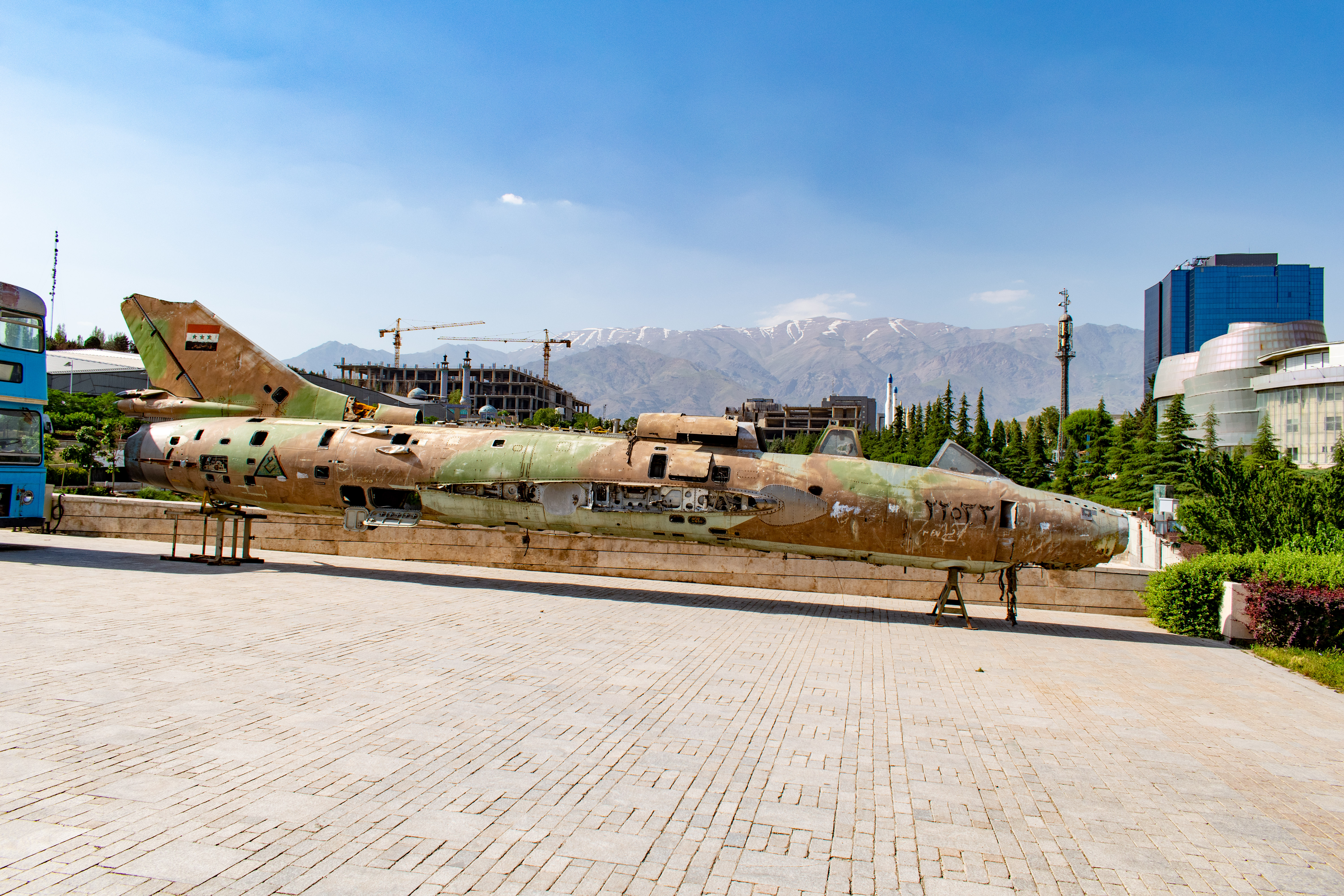
Un Soukhoï Su-17 irakien prit à l'ennemi et exposé devant le musée.
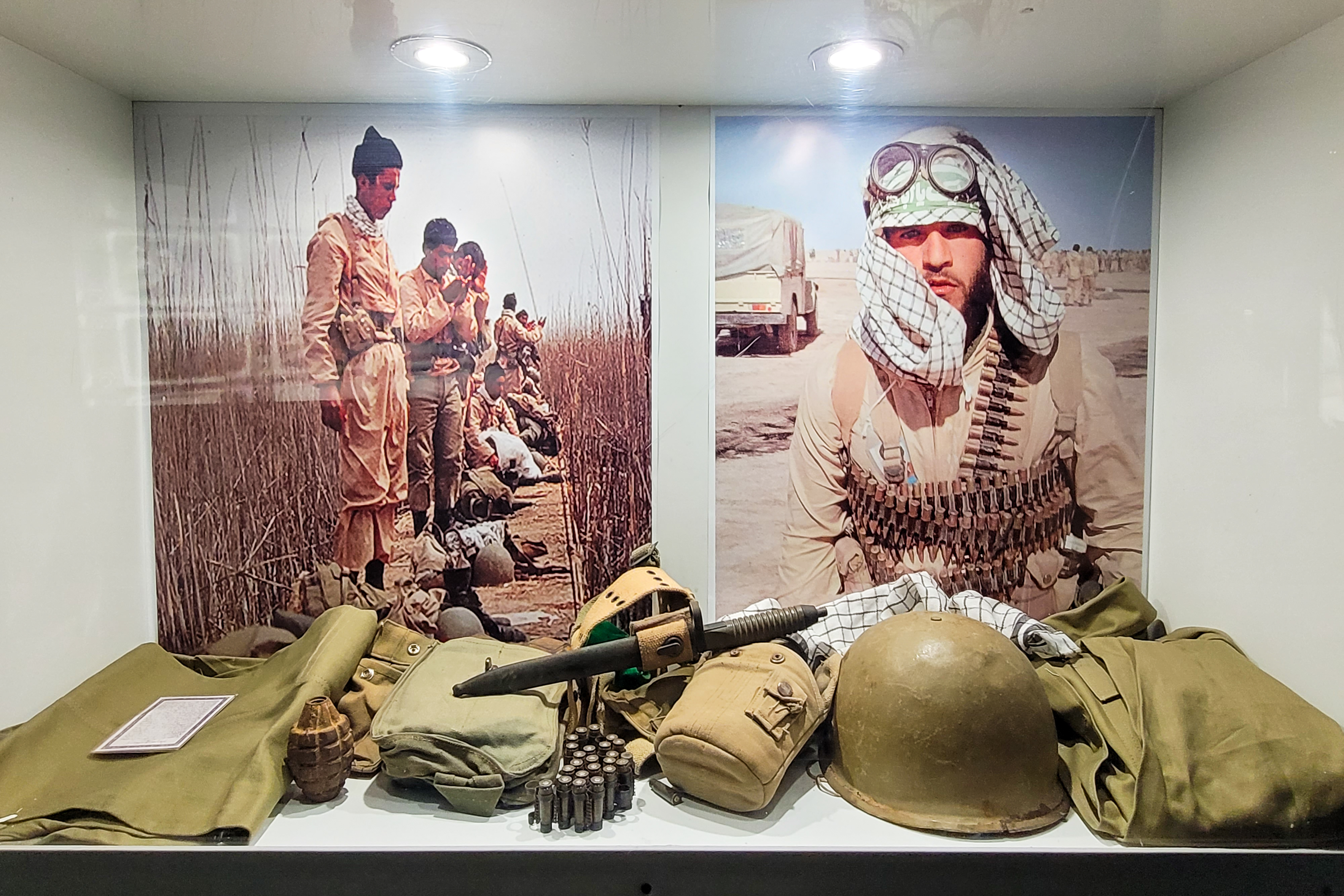
L'équipement militaire d'un soldat iranien.
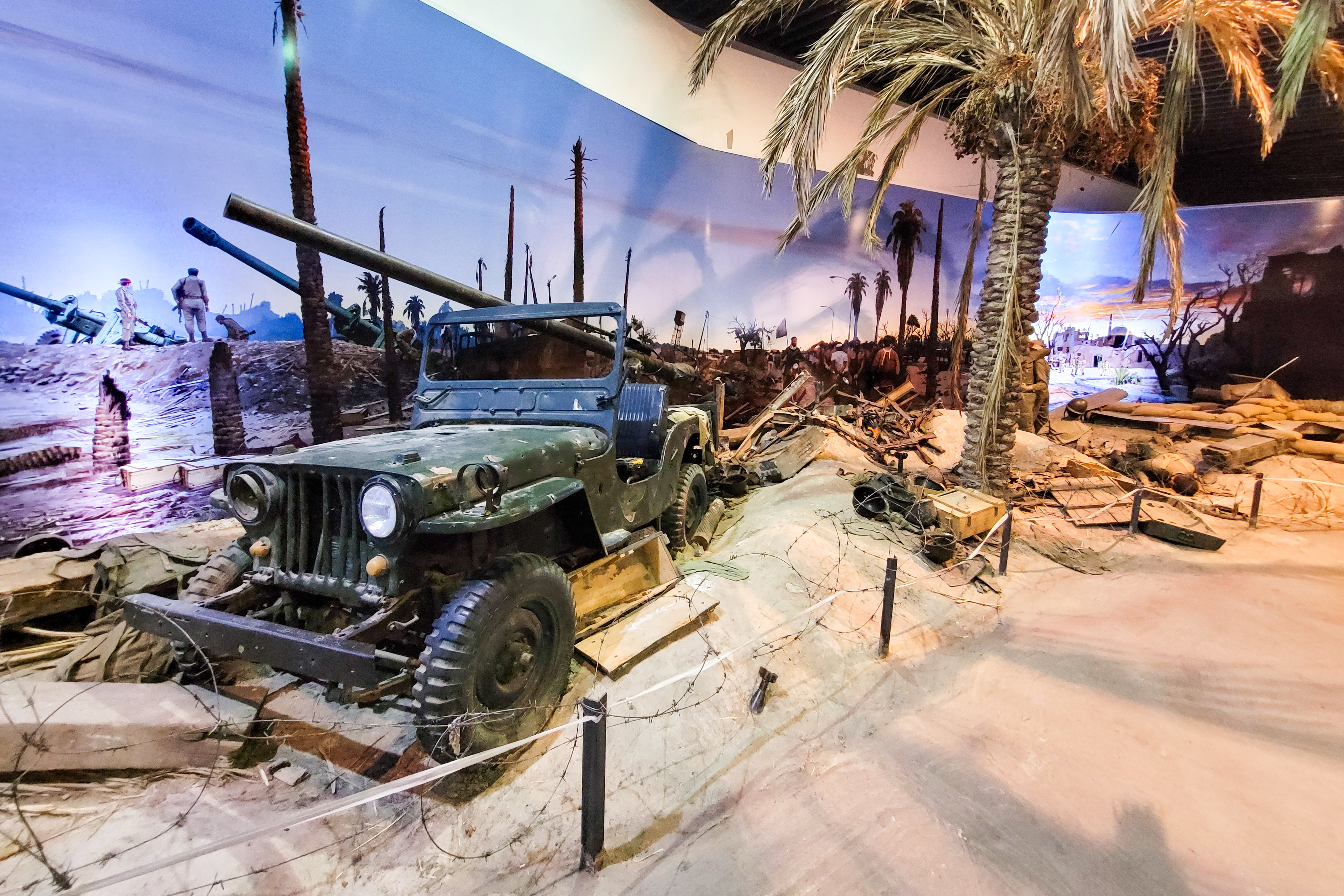
Reconstitution d'un champs de bataille de la guerre Iran-Irak.
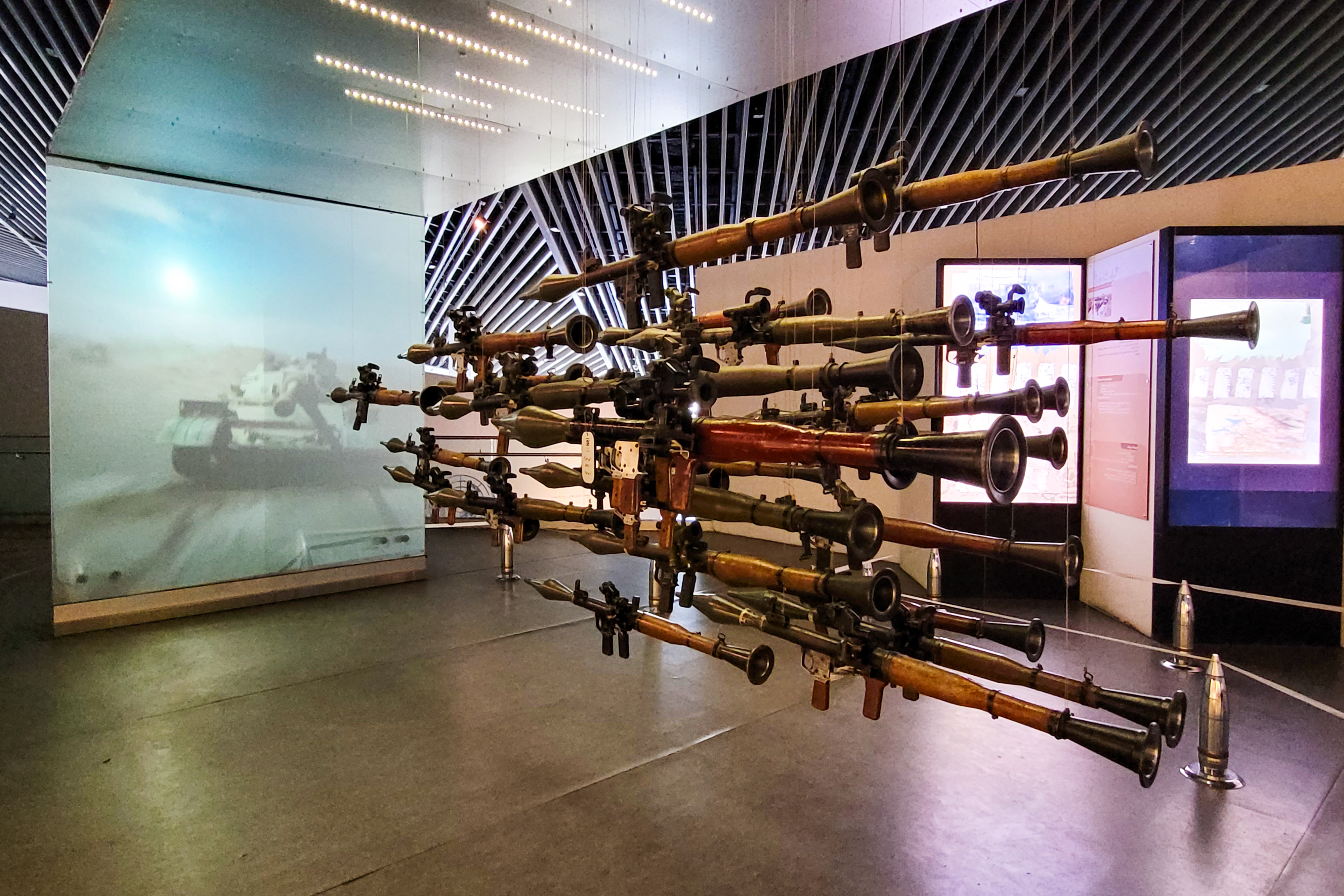
Des lance-roquettes RPG-7 exposés.
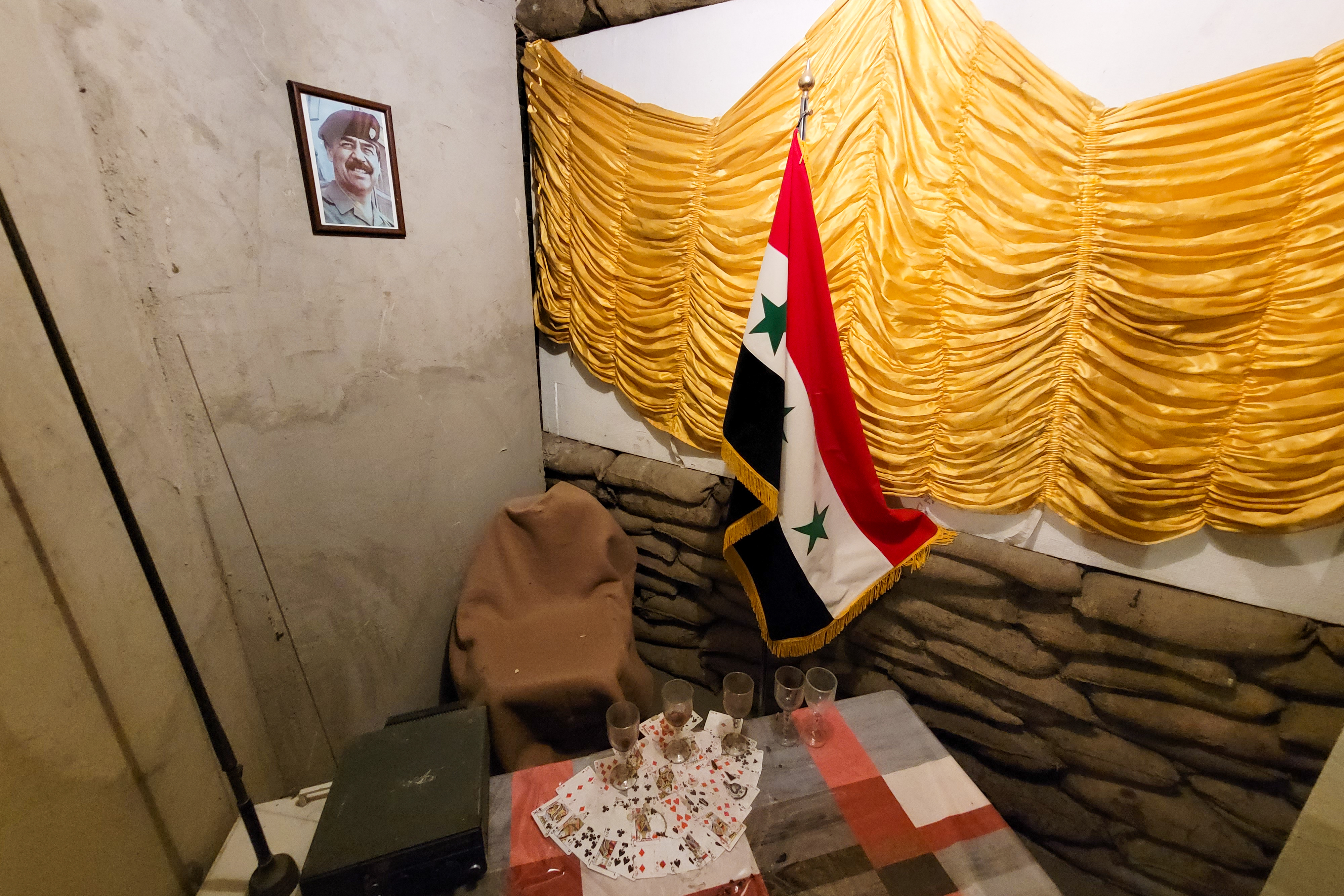
Reconstitution d'un centre de commandement irakien lors de la guerre Iran-Irak.
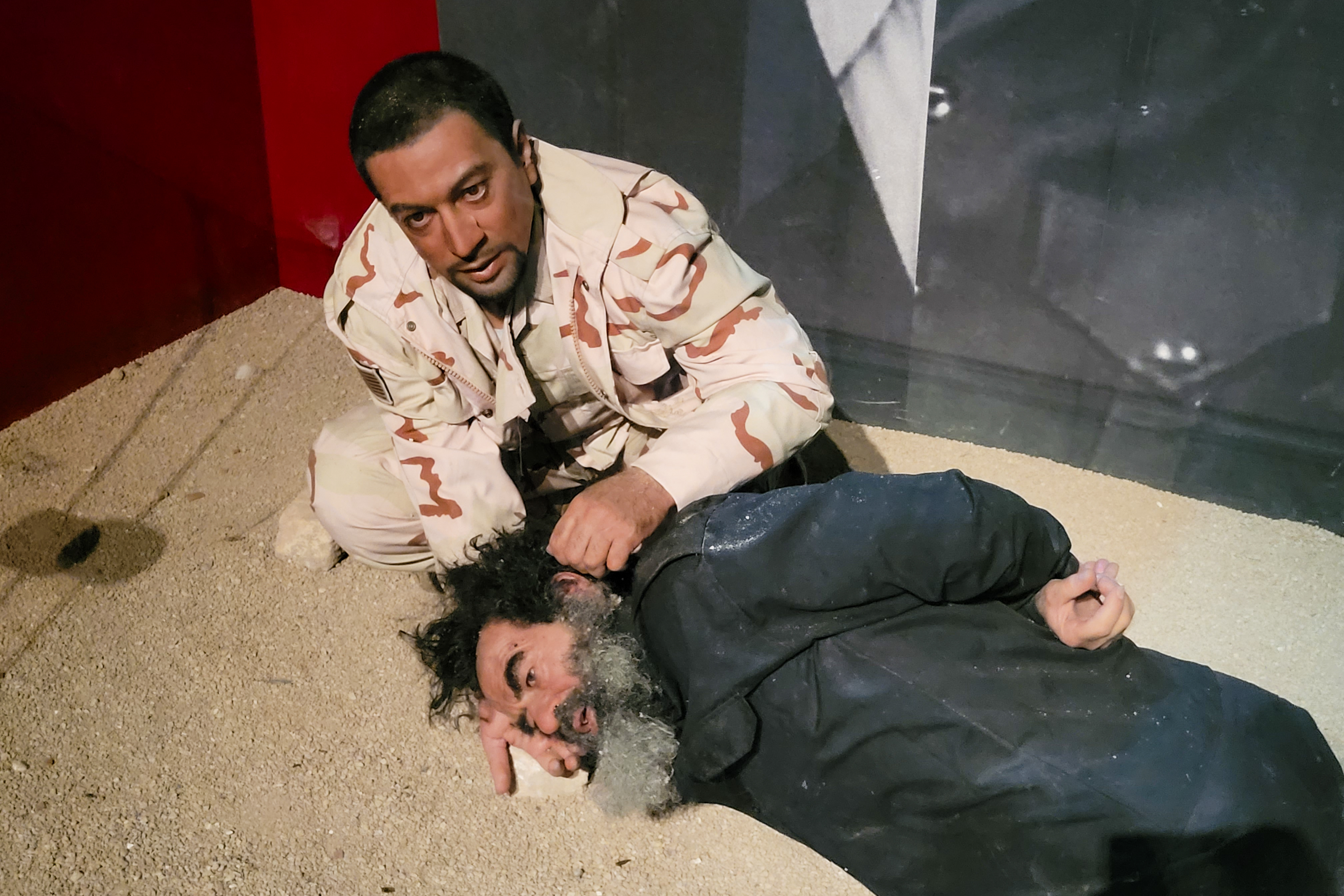
Reconstitution de la capture de Saddam Hussein avec des statues de cire.
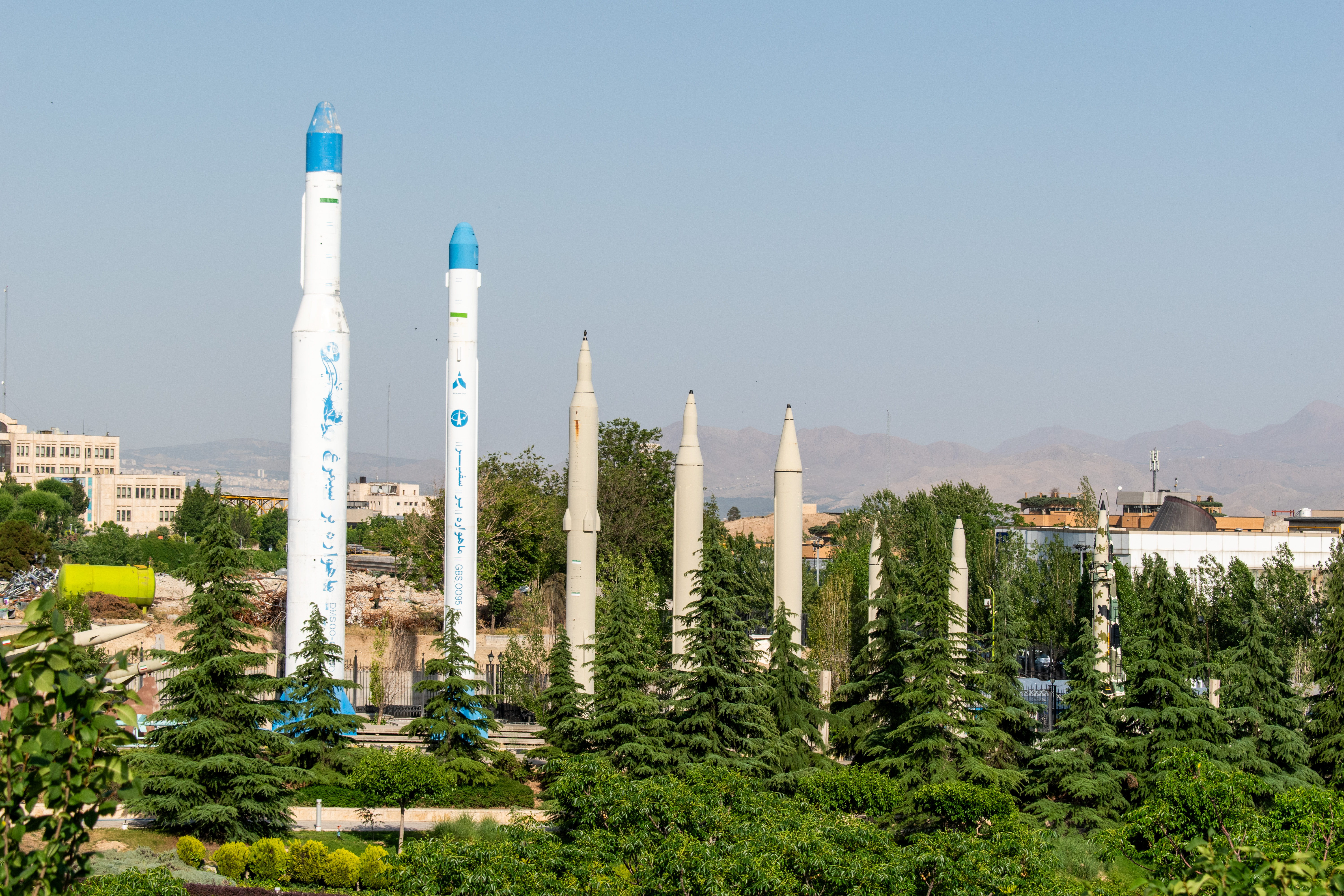
Des missiles iraniens exposés devant le musée.